# Servitenkloster Mariahilfberg

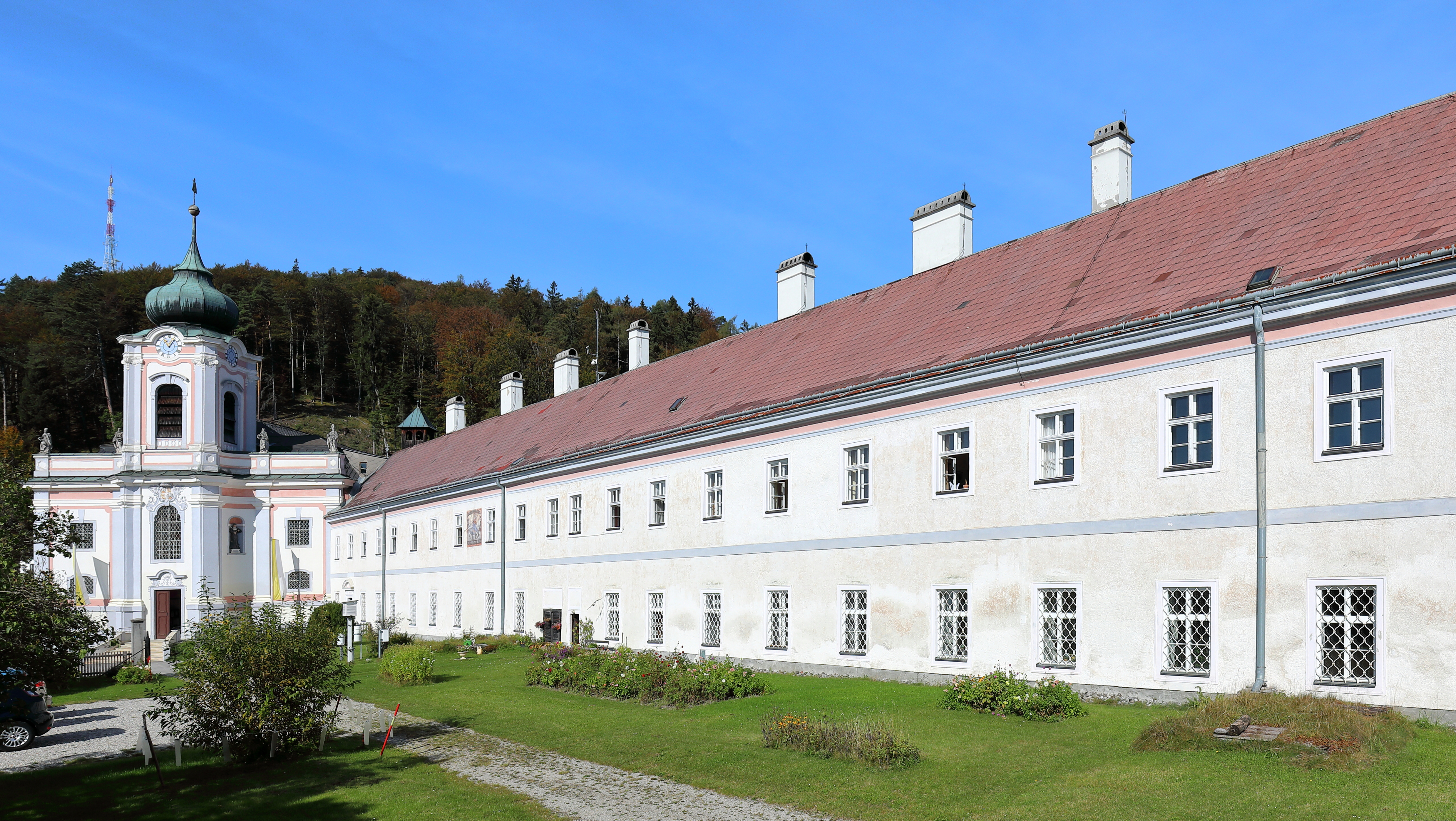
Servitenkloster rechts, Wallfahrtskirche Hilfreiche Jungfrau Maria links, in Mariahilfberg

Das Servitenkloster Mariahilfberg steht in baulicher Verbindung mit der Wallfahrtskirche Mariahilfberg im Kirchweiler  Mariahilfberg in der Marktgemeinde Gutenstein im Bezirk Wiener Neustadt-Land in Niederösterreich. Das Servitenkloster steht unter Denkmalschutz (Listeneintrag).

## Geschichte
1665 wurde für die Patres bis zur Fertigstellung des Klosterbaus der Quardierbau Residenz neben der Kirche erbaut.
Das Servitenkloster wurde von 1679 bis 1685 nach den Plänen des Baumeisters Peter Baron erbaut. Beim Brand der Wallfahrtskirche 1708 blieb das Kloster erhalten. 1724 wurde das Kloster erweitert und baulich mit der Wallfahrtskirche verbunden.

## Architektur
Das Kloster ist baulich im stumpfen Winkel mit der Vorhalle der Wallfahrtskirche verbunden. Der lang gestreckte zweigeschoßige Klosterbau unter einem Satteldach hat ein Kordongesims und gleichförmig gesetzten Fensterachsen, die Ostfront zeigt einen geschweiften Giebel.
Das Klosterinnere wird in beiden Geschoßen durch einen kreuzgratgewölbten Gang erschlossen, das Stiegenhaus in der Traktmitte hat kreuzgratgewölbte Podeste. Das ehemalige Sommerrefektorium am Ostende des Traktes unter einer Stichkappentonne mit Bandlwerkstuck zeigt im Scheitelbereich ein großflächiges Stuckrelief mit der Gründungslegende Mariazeller Gnadenbild an der Buche und zwei Wappen Hoyos und Hohenfeldt in Akanthusrahmen aus dem zweiten Viertel des 18. Jahrhunderts. Im Obergeschoß darüber befinden sich zwei flach gedeckte Räume als Billardzimmer und Grafenzimmer mit luftigem Bandlwerkstuck mit einem mittleren Allianzwappen Hoyos Hohenfeldt.